# 시냅스

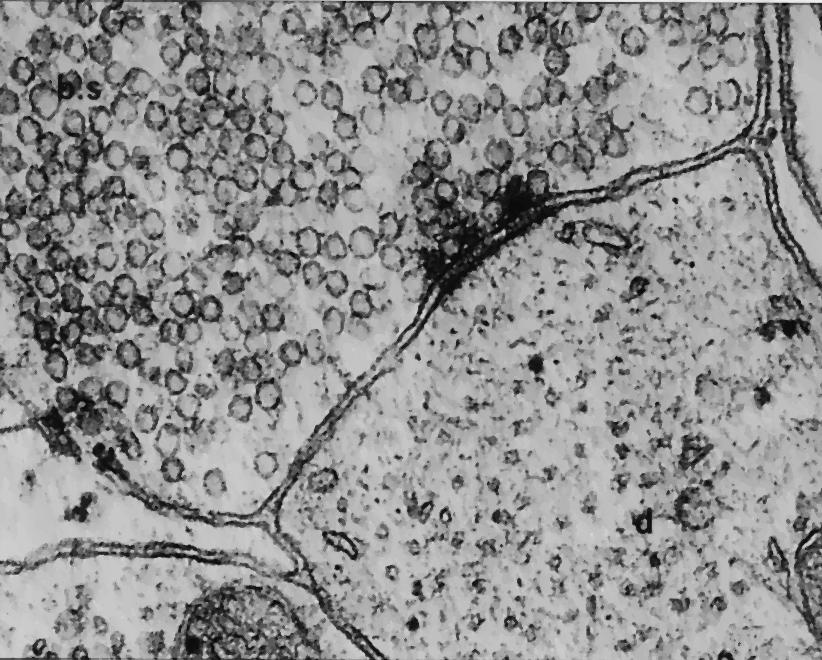

시냅스(Synapse) 또는 신경세포접합부(神經細胞接合部)란 한 뉴런에서 다른 뉴런으로 신호를 전달하는 연결 지점이다.

## 어원
시냅스(synapse)라는 단어는 찰스 스콧 셰링턴이 만든 합성어 "synaptein"에서 유래한다. "synaptein"는 그리스어 "syn-"(함께)과 "haptein"(결합하다)의 합성어이다.
시냅스는 뉴런이 작동하는데 있어 중요한 역할을 한다. 뉴런이 신호를 각각의 표적 세포로 전달하는 역할을 한다면, 시냅스는 뉴런이 그러한 역할을 할 수 있도록 하는 도구이다. 시냅스전 (presynaptic) 세포막과 시냅스후 (postsynaptic) 세포막은 가까이에 존재하는데, 시냅스에서 두 세포막을 연결하여 신호를 전달하는 분자적 집합체가 작용한다. 일반적으로 시냅스에서는 시냅스전 축삭 부분과 시냅스후 가지돌기가 만난다.

## 신호 전달
시냅스는 신호를 전달하는 방식에 따라 두 종류로 구분된다. 일반적으로는 화학적 신호를 전달한다.
- 화학적 시냅스(Chemical synapse) - 시냅스전 뉴런이 신경전달물질이라는 일종의 화학 물질을 분비하여 신경전달물질이 시냅스후 세포막의 수용체와 결합하는 방식으로 신호를 전달한다.

- 전기적 시냅스(electrical synapses) - 시냅스전 세포막과 시냅스후 세포막이 전류를 통과시키는 통로로 연결되어 있어 시냅스전 뉴런의 전기 신호가 시냅스후 뉴런으로 직접 전달된다.

시냅스는 신경전달의 효율성을 최대한 키우기 위해 끊임없이 소멸, 생성되고 커지거나 작아지는 등의 변화를 겪는다.
또한 이러한 시냅스의 량 또한 뉴런의 효율성과 관계가 깊은 것으로 알려져있다.

## 신경전달물질
시냅스의 화학적 전달에 관여하는 신경전달물질은 분자의 크기가 커다란 경우에는 일반적으로 뉴런의 세포체에서 합성하고, 보다 작은 아세틸콜린같은 경우에는 축삭 말단에서 합성하기도 한다.

## 같이 보기
- 별아교세포